# Jean-Baptiste Lagimodière

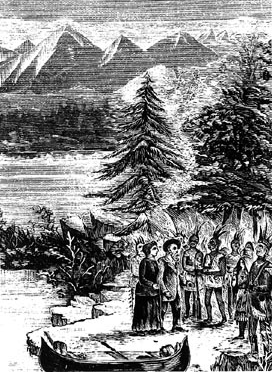
Marie-Anne und Jean-Baptiste Lagimodière treffen sich mit Indianern, ca. 1807

Jean-Baptiste Lagimodière (* 25. Dezember 1778 in Trois-Rivières, Québec; † 7. September 1855 in Saint-Boniface, Manitoba) war ein frankokanadischer Trapper, Pelzhändler und Farmer, der zu Beginn des 19. Jahrhunderts mit seiner Ehefrau Marie-Anne in das heutige Westkanada reiste und sich dort niederließ. Seine Frau war nachweislich die erste Frau europäischer Abstammung, die sich im Westen des Landes niedergelassen hatte. Ihre gemeinsame Tochter Julie war die Mutter von Louis Riel, dem Gründer der Provinz Manitoba.

## Leben und Wirken

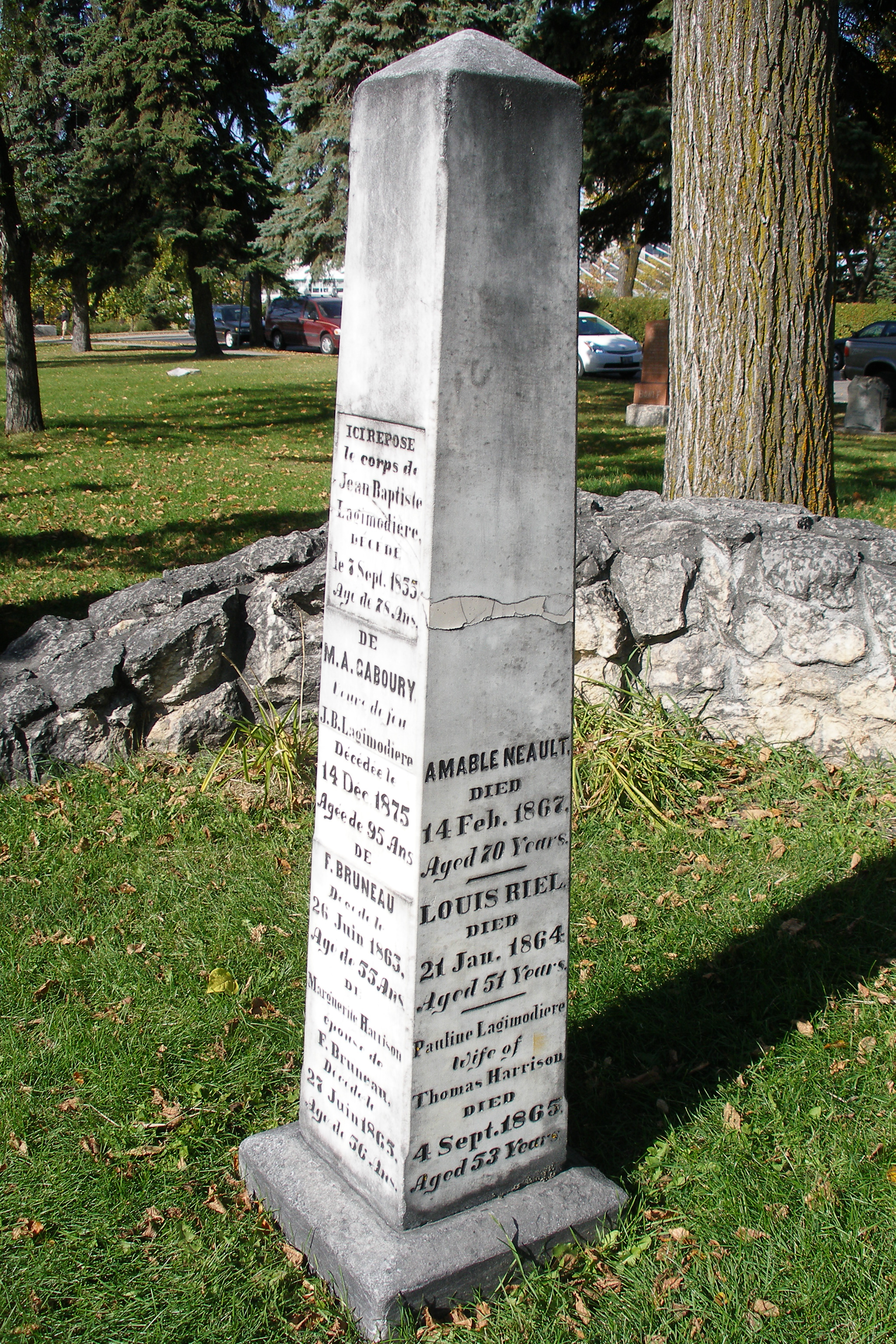
Familiengrab am Friedhof der Kathedrale Saint-Boniface (2008)

Jean-Baptiste Lagimodière wurde am 25. Dezember 1778 als Sohn des Farmers Jean-Baptiste Lagimonière (1750–1821) und dessen Ehefrau Marie-Joseph (Josephte) Jarret, dit Beauregardin (1757–1786), in Trois-Rivières – anderen Quellen zufolge eventuell auch in Saint-Antoine-sur-Richelieu – in der heutigen kanadischen Provinz Québec geboren. Aufgewachsen in Saint-Antoine-sur-Richelieu siedelte er mit seiner Familie im Jahre 1790 nach Maskinongé. Um das Jahr 1800 begann Lagimodière im Nordwesten des Landes als Voyageur im Pelzhandel und verbrachte mehrere Jahre im Gebiet westlich von Grand Portage (in der Nähe von Grand Portage im heutigen Minnesota), wo er wahrscheinlich im Dienst der North West Company (NWC) stand. Außerdem wird angenommen, dass er eine indianische Frau à la façon du pays geheiratet hatte und dass er mit dieser drei Töchter hatte.
Im Jahr 1805 kehrte er mit seiner Familie nach Maskinongé zurück, wo er auch auf seine spätere Ehefrau Marie-Anne Gaboury traf, die er am 21. April 1806 heiratete. Kurz danach brach er mit seiner neuen Ehefrau in Richtung Nordwesten auf. Ende August 1806 erreichten die beiden das Fort Daer, das auf dem Gebiet der späteren Stadt Pembina in North Dakota lag, und verbrachten dort den Winter. Die zu dieser Zeit bereits schwangere Marie-Anne gebar hier am 6. Januar 1807 das erste gemeinsame Kind, die Tochter Reine, die nachweislich auch das erste im Westen des Landes geborene Kind europäischer Abstammung war. Im Frühjahr 1807 zogen die Lagimonières zusammen mit drei anderen Frankokanadiern und deren Familien von Fort Daer nach Fort Augustus, das in der Nähe der heutigen Großstadt Edmonton, Alberta, lag. In weiterer Folge lebten sie vier Jahre lang in dieser Gegend, in der die Hudson’s Bay Company (HBC) und die North West Company einen Handelsposten unterhielten. Im Laufe der Jahre nahm Lagimodière mit seiner Familie an zahlreichen Expeditionen zur Büffel- und Biberjagd teil und führte das Leben eines wahren „freien Mannes“. Zusammen mit anderen versorgte er die frankokanadischen und britischen Pelzhändler mit Fleisch und, aufgrund ihrer besseren Marktkenntnisse gegenüber den Indianern, mit ordnungsgemäß verarbeiteten Pelzen.
Nachdem der Schotte Thomas Douglas, 5. Earl of Selkirk, der ein Anteilseigner der HBC war, geplant hatte, an der Gabelung des Red River und des Assiniboine River eine landwirtschaftliche Siedlung zu errichten, zog die Familie Lagimonière im Jahr 1811 dorthin. Den Winter in Fort Daer verbracht, machten sie sich im Frühjahr 1812 auf den Weg, um sich dauerhaft in der sogenannten Red-River-Kolonie niederzulassen. Lagimodière lebte hier weiterhin ein Leben als Trapper und Jäger und wurde in den Jahren 1812 bis 1815 mehrmals von Miles Macdonell, dem damaligen Gouverneur der Kolonie Assiniboia, angeheuert, um die Siedler mit Nahrungsmitteln zu versorgen. Die Winter verbrachte er mit seiner Familie auf dem Assiniboine in der Nähe von Portage la Prairie. Während dieser Jahre führte die intensive Rivalität zwischen der HBC und der NWC, die beide versuchten, den Pelzhandel zu kontrollieren, zu gewalttätigen Zusammenstößen bei Red River und im Juni 1815 auch auf Betreiben der NWC zur Vertreibung der hier ansässigen Siedler. In Folge der Zusammenstöße kam es auch immer wieder zu gegenseitigen Geiselnahmen bzw. Plünderungen durch die von Cuthbert Grant angeführten Métis, die von der NWC dazu angestiftet wurden. Nachdem bereits im August 1815 etwa 50 Siedler unter der Leitung der HBC wieder an den Red River zurückgekehrt waren, wurde Lagimonière von Colin Robertson, dem damals zuständigen HBC-Mann in der Kolonie, eingestellt, um Waren an den sich zu dieser Zeit in Montreal aufhaltenden Lord Selkirk zu liefern.
In Begleitung von Bénoni Marier, einem Angestellten der HBC, und einem indianischen Führer verließ Lagimodière am 17. Oktober 1815 auf dem Fußweg die Kolonie und wagte sich auf eine Route, die hauptsächlich durch NWC-Gebiet südlich des Lake Superior führte. Der weitere Weg führte sie im Winter 1815/16 über Sault Ste. Marie, Ontario, und York, Toronto, über 1.800 Meilen bis nach Montreal, wo sie am 10. März 1816 die Waren an Lord Selkirk übergaben. Noch im selben Monat wollte die kleine Gruppe rund um Lagimodière auf der gleichen Route die Heimreise in die Kolonie antreten. Dieses Mal waren die Verantwortlichen der NWC entschlossen ihn nicht durch ihr Gebiet ziehen zu lassen und so kam es, dass Lagimonière und seine Gefährten in der Nacht des 16. Juni 1816 in der Nähe des heutigen Fond du Lac, Wisconsin, von Indianern, die auf Befehl von Archibald Norman McLeod, eines NWC-Partners, gehandelt haben, gefangen genommen wurden. Sie wurden ihrer persönlichen Gegenstände und Lord Selkirks Sendungen an die Kolonie beraubt, nach Fort William, Ontario, eskortiert und dann wieder freigelassen. In diesen Tagen kam es auch zur Schlacht bei Seven Oaks (siehe Pemmikan-Krieg). Ohne Vorräte oder dergleichen zogen Lagimonière und seine Gefährten weiter in Richtung Red River und bekamen Anfang Juli Hilfe von Pierre-Paul Lacroix, der sie an einem Ufer des Rainy River westlich von Fort Frances, Ontario, entdeckte. Vermutlich noch im Sommer 1816 erreichte die Gruppe die Red-River-Kolonie.
Nach diesem Abenteuer diente sowohl Lagimonière, als auch seine Söhne, noch bei vielen Gelegenheiten als Boten der HBC. In späteren Jahren begann Lagimonière auch mit der Bewirtschaftung von Land in der Kolonie, das ihm Lord Selkirk als Dank für seine Dienste gewährt haben soll. Auf diesem Land an der Mündung des Seine River errichtete er ein Haus, in dem er mit seiner Frau acht Kinder (vier Mädchen und vier Jungen) großzog. Im Jahr 1844 heiratete seine Tochter Julie einen Nachbarn, den Farmer, Müller und Métis-Führer Louis Riel; im selben Jahr kam der gleichnamige Sohn zur Welt. Lagimodières Enkel war später, während der Ereignisse um den Beitritt Manitobas zur Konföderation, der Hauptführer der Métis und galt vor allem in den frankophonen Regionen des Landes, insbesondere in Québec, als Volksheld. In den 1830er und 1840er Jahren war Lagimodière mit Hilfe seiner vier Söhne einer der wohlhabendsten Bauern in der Red-River-Kolonie. Außerdem engagierte er sich weiterhin im Pelzhandel und war mit anderen Siedlern wie Cuthbert Grant und Louis Guiboche auch im Transportgewerbe tätig.
Am 7. September 1855 starb Jean-Baptiste Lagimodière 76-jährig in Saint-Boniface in der heutigen Provinz Manitoba. Das Familiengrab befindet sich auf dem Friedhof der Kathedrale Saint-Boniface. Seine Reise nach Montreal in den Jahren 1815/16 machte ihn zu einer Berühmtheit, aber er verdient auch Erwähnung als einer der ersten französischen Kanadier, die sich dauerhaft im Nordwesten niedergelassen hatten. Die kanadische Regierung, vertreten durch den für das Historic Sites and Monuments Board of Canada zuständigen Minister, ehrte Jean-Baptiste Lagimodière (gemeinsam mit seiner Ehefrau) am 15. Januar 1981 für ihr Wirken und erklärte beide zu „Personen von nationaler historischer Bedeutung“.